# Ribatejada
Ribatejada est une commune de la communauté de Madrid, en Espagne.